# Elección presidencial de Siria de 1978
Las elecciones presidenciales se celebraron en Siria el 8 de febrero de 1978. Había un solo candidato, Hafez al-Assad, por lo que la elección se limitó a un referéndum para aprobar o rechazar su candidatura. El 99.9% de los electores, oficialmente, votó a favor de Assad, en una participación del 97% del electorado.

## Resultados
| Elección                  | Votos     | %    |
| ------------------------- | --------- | ---- |
| Háfez al-Ásad             | 3.975.729 | 99.9 |
| En contra                 | 4.798     | 0.1  |
| Votos en blanco/inválidos | 11,168    | –    |
| Total                     | 3.991.695 | 100  |
| Fuente: Nohlen et al.     |           |      |